# Kaplica ku czci ocalenia Aleksandra III w Kijowie
Kaplica ku czci ocalenia Aleksandra III – nieistniejąca już kaplica z 1891 roku, wzniesiona przez Władimira Nikołajewa w kijowskiej dzielnicy Łukianowka. Stanowiła pomnik dziękczynienia Bogu za ocalenie cara Aleksandra III z zamachu w 1888, kiedy to na stacji Borki przy trasie z Krymu do Petersburga rzekomo został wysadzony pociąg carski. Obiekt został usytuowany na trójkątnym placyku u zbiegu dzisiejszych ulic Mielnikowa i Hercena. Został zniszczony w latach 30. XX wieku przez władze stalinowskie. 
Kaplica naśladowała styl staroruski, jak również kaplice nagrobne budowane przez zamożnych mieszkańców Imperium Rosyjskiego. Była zwieńczona pięcioma kopułami. Jedna znajdowała się w centralnym miejscu kwadratowej powierzchni obiektu, a pozostałe były usytuowane w narożnikach budowli. Zarówno z zewnątrz, jak i wewnątrz kaplica była zdobiona mozaikami. Wejście do niej prowadziło przez okazały portal zlokalizowany między dwoma pilastrami, całość otaczała dekoracja stiukowa. 
Obecnie na miejscu zajmowanym ongiś przez kaplicę znajduje się pomnik Iwana Kotlarewskiego.